# Cap Danger
Cap Danger (Danger Bay) est une série télévisée canadienne en 123 épisodes de 25 minutes, produite par la Société Radio-Canada, Disney Channel et Téléfilm Canada, diffusée entre le 15 octobre 1984 et le 5 mars 1990 sur le réseau CBC, et aux États-Unis à partir du 7 octobre 1985 sur Disney Channel.
Au Québec, la série a été diffusée à partir du 15 septembre 1985 à la Télévision de Radio-Canada, et en France, à partir du 13 avril 1987 sur FR3, puis dès le 15 novembre 1989 dans l'émission Club Dorothée  sur TF1. Rediffusion le 24 décembre 1990 dans Youpi ! L'école est finie sur La Cinq.

## Synopsis
À l'aquarium de Vancouver, le docteur Roberts, biologiste marin, et sa famille, luttent contre la criminalité environnementale, comme la pollution, la préservation de la vie sauvage, la préservation de la forêt…

## Distribution

### Acteurs principaux
- Donnelly Rhodes (VQ : Mario Desmarais) : Dr Grant « Doc » Roberts
- Susan Walden (en) (VQ : Marie-Andrée Corneille): J. L. Duval (109 épisodes)
- Christopher Crabb : Jonah Roberts
- Ocean Hellman (en) : Nicole Roberts
- Hagan Beggs (en) (VQ : Hubert Fielden): Dr George Dunbar
- Michele B. Chan (en) : Dr Donna Chen (42 épisodes)

 Source et légende : version québécoise (VQ) sur Doublage.qc.ca

### Acteurs récurrents et invités
- Deborah Wakeham (VQ : Marie Bégin): Joyce Carter (saisons 1 et 2, 15 épisodes)
- Deanna Milligan (en) : Emma (saisons 3 à 6, 8 épisodes)
- Bill Dow : Eddie (saisons 3 et 4, 6 épisodes)
- Margaret Langrick : Jenny (saisons 3 à 5, 5 épisodes)
- Dale Wilson (en) : 4 rôles différents (saisons 1, 3, 5 et 6, 4 épisodes)
- Tom Skerritt : Don Bared (saison 3, épisode 3)
- Justin Henry : Curtis Gilmore (saison 3, épisode 11)
- Lee Curreri : Paul (saison 3, épisode 17)
- Kehli O'Byrne : Edwina (saison 5, épisode 15 + saison 6 épisode 11)

## Épisodes
- Aux États-Unis, les 57 épisodes des trois premières saisons ont été diffusées bout à bout, du 7 octobre 1985 au 8 avril 1987, et les trois dernières saisons ont été diffusées d'octobre à mars.

## Distinctions
Sauf indication contraire, les informations mentionnées dans cette section peuvent être confirmées par la base de données cinématographiques IMDb,  présente dans la section « Liens externes ».

### Récompenses
- 1989 : Young Artist Awards : Meilleur jeune acteur dans une série familiale du câble pour Christopher Crabb

### Nominations
- 1986 : Gemini Awards
  - Meilleure série dramatique pour Paul Saltzman
  - Meilleure performance dans une série dramatique pour Susan Walden
- 1987 CableACE Awards : Série ou programme pour les enfants de 9 ans et plus pour Paul Saltzman
- 1987 : Gemini Awards 
  - Meilleure réalisation dans une série comique ou dramatique pour Brad Turner
  - Meilleure performance pour un acteur ou une actrice invité pour Margaret Langrick
  - Meilleure direction photographique dans une série comique ou dramatique pour Robert Ennis
  - Meilleur montage dans une série comique ou dramatique pour Stephen Lawrence
  - Meilleure direction artistique pour Jill Scott
  - Meilleurs bruitages dans une série comique ou dramatique pour Marc Chiasson, Fred Brennan, Barry Gilmore, Manse James et Elius Caruso
- 1988 : Young Artist Awards : Meilleur jeune acteur dans une série familiale du câble pour Christopher Crabb
- 1988 : Gemini Awards
  - Meilleure réalisation dans une série comique ou dramatique pour Allan King
  - Meilleure performance dans une série dramatique pour Donnelly Rhodes
  - Meilleure performance dans une série dramatique pour Ocean Hellman
  - Meilleure performance pour un acteur ou une actrice invité pour Isabelle Mejias
- 1989 : Young Artist Awards
  - Meilleure comédie familiale du câble ou série dramatique
  - Meilleure jeune actrice dans une série familiale du câble pour Ocean Hellman
- 1989 : Gemini
  - Meilleure série dramatique pour Harold Tichenor, Paul Quigley et Paul Saltzman
  - Meilleure bande originale dans une série pour Don Gillis
- 1990 : Gemini Awards : Meilleure série dramatique pour Harold Tichenor, Paul Quigley et Paul Saltzman